# Чемпионат Европы по плаванию на короткой воде 2017
23-й чемпионат Европы по плаванию на короткой воде проходил с 13 по 17 декабря 2017 года в датском городе Копенгаген. Чемпионат прошел на Роял Арена, которая была открыта в начале 2017 года.
Дания во второй раз принимала чемпионат Европы по плаванию на короткой воде, в первый раз он прошёл в 2013 году в городе Хернинг.

## Медали

### Общий зачёт
Страна−организатор
| Место | Страна         | Золото | Серебро | Бронза | Всего |
| ----- | -------------- | ------ | ------- | ------ | ----- |
| 1     | Россия         | 9      | 5       | 4      | 18    |
| 2     | Венгрия        | 8      | 3       | 2      | 13    |
| 3     | Италия         | 5      | 7       | 5      | 17    |
| 4     | Нидерланды     | 5      | 3       | 3      | 11    |
| 5     | Германия       | 3      | 3       | 1      | 7     |
| 5     | Швеция         | 3      | 3       | 1      | 7     |
| 7     | Литва          | 3      | 0       | 1      | 4     |
| 8     | Франция        | 1      | 2       | 5      | 8     |
| 9     | Украина        | 1      | 2       | 0      | 3     |
| 10    | Великобритания | 1      | 1       | 4      | 6     |
| 11    | Испания        | 1      | 0       | 1      | 2     |
| 12    | Дания          | 0      | 3       | 4      | 7     |
| 13    | Польша         | 0      | 2       | 1      | 3     |
| 14    | Финляндия      | 0      | 2       | 0      | 2     |
| 14    | Греция         | 0      | 2       | 0      | 2     |
| 16    | Беларусь       | 0      | 1       | 1      | 2     |
| 16    | Бельгия        | 0      | 1       | 1      | 2     |
| 18    | Норвегия       | 0      | 0       | 4      | 4     |
| 19    | Лихтенштейн    | 0      | 0       | 1      | 1     |
| 19    | Румыния        | 0      | 0       | 1      | 1     |
| 19    | Сербия         | 0      | 0       | 1      | 1     |
| Всего | Всего          | 40     | 40      | 41     | 121   |

### Призёры

#### Мужчины
| Дисциплина                      | Золото | Золото          | Серебро | Серебро    | Бронза | Бронза     |
| ------------------------------- | --- | --------------- | --- | ---------- | --- | ---------- |
| 50 м вольным стилем             | Владимир Морозов · Россия | 20,31 CR, NR    | Бенджамин Прауд · Великобритания | 20,66 NR   | Лука Дотто · Италия | 20,78      |
| 100 вольным стилем              | Лука Дотто · Италия | 46,11           | Питер Тиммерс · Бельгия | 46,54 NR   | Скотт Дункан · Великобритания                                                                                          | 46,64      |
| 200 м вольным стилем            | Данас Рапшис · Литва | 1:40,85 NR      | Александр Красных · Россия | 1:42,22    | Скотт Дункан · Великобритания                                                                                          | 1:43,07    |
| 400 м вольным стилем            | Александр Красных · Россия | 3:35,51         | Петер Бернек · Венгрия | 3:35,96    | Хенрик Кристиансен · Норвегия                                                                                          | 3:38,63    |
| 1500 м вольным стилем           | Михаил Романчук · Украина | 14:14,59 NR     | Грегорио Пальтриньери · Италия | 14:22,93   | Хенрик Кристиансен · Норвегия                                                                                          | 14:25,66   |
| 50 м на спине                   | Симоне Саббиони · Италия | 23,05 NR        | Климент Колесников · Россия | 23,07 WJR  | Жереми Стравьюс · Франция                                                                                              | 23,12      |
| 100 м на спине                  | Климент Колесников · Россия | 48,99 WJR       | Симоне Саббиони · Италия | 49,68 NR   | Роберт Глинцэ · Румыния                                                                                                | 49,99 NR   |
| 200 м на спине                  | Климент Колесников · Россия | 1:48,02 WJR, CR | Радослав Кавенцкий · Польша | 1:48,46    | Данас Рапшис · Литва                                                                                                   | 1:49,06 NR |
| 50 м брассом                    | Фабио Скоззоли · Италия | 25,62 ER, CR    | Кирилл Пригода · Россия | 25,68 NR   | Адам Пити · Великобритания                                                                                             | 25,70 NR   |
| 100 м брассом                   | Адам Пити · Великобритания | 55,94 ER, CR    | Фабио Скоззоли · Италия | 56,15 NR   | Кирилл Пригода · Россия                                                                                                | 56,28      |
| 200 м брассом                   | Кирилл Пригода · Россия | 2:01,11 NR      | Марко Кох · Германия | 2:01,52    | Михаил Доринов · Россия                                                                                                | 2:01,85    |
| 50 м баттерфляем                | Александр Попков · Россия | 22,42           | Андрей Говоров · Украина | 22,43      | Себастиан Сабо · Сербия · Бенджамин Прауд · Великобритания                                                             | 22,44      |
| 100 м баттерфляем               | Маттео Ривольта · Италия | 49,93           | Пьеро Кодиа · Италия | 49,96      | Мариус Куш · Германия                                                                                                  | 50,01      |
| 200 м баттерфляем               | Александр Харланов · Россия | 1:50,54         | Андреас Вазайос · Греция | 1:51,23    | Тамаш Кендереши · Венгрия                                                                                              | 1:52,25    |
| 100 м комплексным плаванием     | Марко Орси · Италия | 51,76 NR        | Сергей Фесиков · Россия | 51,94      | Кайл Столк · Нидерланды                                                                                                | 51,99      |
| 200 м комплексным плаванием     | Филип Хайнц · Германия | 1:52,41         | Андреас Вазайос · Греция | 1:53,27 NR | Томоэ Зенимото Хвас · Норвегия                                                                                         | 1:54,16    |
| 400 м комплексным плаванием     | Петер Бернек · Венгрия | 3:59,47         | Филип Хайнц · Германия | 4:03,16    | Гергей Дьюрта · Венгрия                                                                                                | 4:06,33    |
| эстафета 4×50 вольным стилем    | Россия · Климент Колесников (21,24) WJR · Владимир Морозов (20,59) · Сергей Фесиков (20,49) · Михаил Вековищев (20,91) · Александр Попков · Иван Кузьменко                        | 1:23,23         | Италия · Лука Дотто (20,92) · Лоренцо Дзаццери (20,83) · Алессандро Миресси (21,17) · Марко Орси (20,75) · Андреа Верджани                                     | 1:23,67    | Польша · Павел Юрашек (21,20) · Филип Выпых (21,13) · Якуб Ксайзек (21,33) · Конрад Черняк (20,78) · Каспер Стоковский | 1:24,44 NR |
| комбинированная эстафета 4×50 м | Россия · Климент Колесников (22,83) WJR · Кирилл Пригода (25,26) · Александр Попков (22,11) · Владимир Морозов (20,24) · Никита Ульянов · Александр Садовников · Михаил Вековищев | 1:30,44 WR      | Италия · Симоне Саббиони (23,14) · Фабио Скоццоли (25,45) · Пьеро Кодиа (22,72) · Лука Дотто (20,60) · Николо Боначчи · Николо Мартининчи · Алессандро Миресси | 1:31,91    | Беларусь · Павел Санкович (23,16) · Илья Шиманович (25,48) · Евгений Цуркин (22,23) · Антон Латкин (21,19)             | 1:32,06    |

#### Женщины
| Дисциплина                      | Золото | Золото     | Серебро | Серебро    | Бронза | Бронза     |
| ------------------------------- | --- | ---------- | --- | ---------- | --- | ---------- |
| 50 м вольным стилем             | Сара Шёстрём · Швеция | 23,30 CR   | Раноми Кромовидьойо · Нидерланды | 23,31      | Пернилле Блуме · Дания                                                                                                   | 23,49      |
| 100 м вольным стилем            | Раноми Кромовидьойо · Нидерланды | 50,95 CR   | Сара Шёстрём · Швеция | 51,03      | Пернилле Блуме · Дания                                                                                                   | 51,63      |
| 200 м вольным стилем            | Шарлотта Бонне · Франция | 1:52,19    | Фемке Хемскерк · Нидерланды | 1:53,41    | Вероника Андрусенко · Россия                                                                                             | 1:53,75    |
| 400 м вольным стилем            | Богларка Капаш · Венгрия | 3:58,15    | Сара Кёлер · Германия | 3:59,12    | Джулия Хасслер · Лихтенштейн                                                                                             | 4:02,43    |
| 800 м вольным стилем            | Сара Кёлер · Германия | 8:10,65 NR | Богларка Капаш · Венгрия | 8:11,13    | Симона Квадарелла · Италия                                                                                               | 8:16,53    |
| 50 м на спине                   | Катинка Хоссу · Венгрия | 25,95      | Алицья Тхош · Польша | 26,09      | Майке де Вард · Нидерланды                                                                                               | 26,40      |
| 100 м на спине                  | Катинка Хоссу · Венгрия | 55,66      | Кира Туссан · Нидерланды | 56,21 NR   | Мария Каменева · Россия                                                                                                  | 57,01      |
| 200 м на спине                  | Катинка Хоссу · Венгрия | 2:01,59    | Дарья Зевина · Украина | 2:02,27    | Маргерита Панциера · Италия                                                                                              | 2:02,43 NR |
| 50 м брассом                    | Рута Мейлутите · Литва | 29,36      | Йенна Лаукканен · Финляндия | 29,54 NR   | Софи Ханссон · Швеция | 29,77 NR   |
| 100 м брассом                   | Рута Мейлутите · Литва | 1:03,79    | Йенна Лаукканен · Финляндия | 1:04,25 NR | Хессика Валь Монтеро · Испания                                                                                           | 1:04,80 NR |
| 200 м брассом                   | Хессика Валь Монтеро · Испания | 2:18,41 NR | Рикке Мёллер Педерсен · Дания | 2:19,53    | Фанни Леклюиз · Бельгия                                                                                                  | 2:19,86    |
| 50 м баттерфляем                | Раноми Кромовидьойо · Нидерланды | 24,78      | Эмили Бекманн · Дания | 25,16      | Майке де Вард · Нидерланды                                                                                               | 25,46      |
| 100 м баттерфляем               | Сара Шёстрём · Швеция | 55,00 CR   | Мари Ваттель · Франция | 55,97      | Эмили Бекманн · Дания | 56,22      |
| 200 м баттерфляем               | Франциска Хентке · Германия | 2:03,92    | Илария Бьянки · Италия | 2:04,22    | Лара Гранжон · Франция                                                                                                   | 2:04,31    |
| 100 м комплексным плаванием     | Катинка Хоссу · Венгрия | 56,97      | Сара Шёстрём · Швеция | 57,92      | Сюзанн Бьорнсен · Норвегия                                                                                               | 59,26      |
| 200 м комплексным плаванием     | Катинка Хоссу · Венгрия | 2:04,43    | Эвелин Веррасто · Венгрия | 2:08,09    | Илария Кузинато · Италия                                                                                                 | 2:08,19    |
| 400 м комплексным плаванием     | Катинка Хоссу · Венгрия | 4:24,78    | Лара Гранжон · Франция | 4:28,77    | Фантин Лезаффр · Франция                                                                                                 | 4:30,68    |
| эстафета 4×50 м вольным стилем  | Нидерланды · Раноми Кромовидьойо (23,42) · Фемке Хемскерк (23,19) · Тамара ван Влиет (23,65) · Валери ван Рун (23,65) · Ким Буш · Кира Туссан | 1:33,91 WR | Швеция · Мишель Колеман (24,42) · Сара Шёстрём (22,94) · Луис Ханссон (24,21) · Натали Линдбург (24,35) · Магдалена Курас                                            | 1:35,92    | Дания · Эмили Бекманн (24,61) · Мие Нильсен (24,10) · Юлие Кепп Йенсен (23,89) · Пернилле Блуме (23,42) · Эмили Гентриис | 1:36,02    |
| комбинированная эстафета 4×50 м | Швеция · Ханна Росвалл (26,96) · Софи Ханссон (29,30) · Сара Шёстрём (24,27) · Мишель Колеман (23,90) · Сара Юневик                           | 1:44,43 NR | Дания · Юлие Кепп Йенсен (26,97) · Рикке Мёллер Педерсен (30,00) · Эмили Бекманн (24,82) · Пернилле Блуме (23,21) · Юсефине Педерсен · Каролине Эришен · Мия Нильсен | 1:45,00    | Франция · Матильда Сини (26,72) · Шарлотт Бонне (30,01) · Мелани Эник (24,80) · Мари Ваттель (23,82) · Фанни Деберге     | 1:45,35 NR |

#### Микст
| Дисциплина                     | Золото | Золото         | Серебро | Серебро    | Бронза | Бронза     |
| ------------------------------ | --- | -------------- | --- | ---------- | --- | ---------- |
| эстафета 4×50 м вольным стилем | Нидерланды · Нильс Корстанье (21,42) · Кайл Столк (20,66) · Раноми Кромовидьойо (23,01) · Фемке Хемскерк (23,30) · Джесси Путс · Тамара ван Влиет · Валери Руун | 1:28,39 WR     | Россия · Владимир Морозов (20,55) · Сергей Фесиков (20,67) · Мария Каменева (23,82) · Розалия Насретдинова (23,49) · Климент Колесников · Михаил Вековищев | 1:28,53 NR | Италия · Лука Дотто (20,87) · Марко Орси (20,74) · Федерика Пеллегрини (24,12) · Эрика Ферраиоли (23,65) · Лоренцо Заззери · Андреа Верджани | 1:29,38    |
| комплексная эстафета 4×50 м    | Нидерланды · Кира Туссан (26,13) · Арно Камминга (26,03) · Йоэри Верлинден (22,46) · Раноми Кромовидьойо (23,09) · Тимон Эвенхус · Тамара ван Влиет             | 1:37,71 CR, NR | Беларусь · Павел Санкович (22,89) · Илья Шиманович (25,32) · Анастасия Шкурдай (25,28) · Юлия Хитрая (24,25)                                               | 1:37,74 NR | Франция · Жереми Стравьюс (22,94) · Тео Буссье (26,25) · Мелани Эник (25,39) · Шарлотт Бонне (23,17)                                         | 1:37,75 NR |